# USP18
USP18 (англ. Ubiquitin specific peptidase 18) – білок, який кодується однойменним геном, розташованим у людей на короткому плечі 22-ї хромосоми. Довжина поліпептидного ланцюга білка становить 372 амінокислот, а молекулярна маса — 43 011.
| 10         |  | 20         |  | 30         |  | 40         |  | 50         |
| ---------- |  | ---------- |  | ---------- |  | ---------- |  | ---------- |
| MSKAFGLLRQ |  | ICQSILAESS |  | QSPADLEEKK |  | EEDSNMKREQ |  | PRERPRAWDY |
| PHGLVGLHNI |  | GQTCCLNSLI |  | QVFVMNVDFT |  | RILKRITVPR |  | GADEQRRSVP |
| FQMLLLLEKM |  | QDSRQKAVRP |  | LELAYCLQKC |  | NVPLFVQHDA |  | AQLYLKLWNL |
| IKDQITDVHL |  | VERLQALYTI |  | RVKDSLICVD |  | CAMESSRNSS |  | MLTLPLSLFD |
| VDSKPLKTLE |  | DALHCFFQPR |  | ELSSKSKCFC |  | ENCGKKTRGK |  | QVLKLTHLPQ |
| TLTIHLMRFS |  | IRNSQTRKIC |  | HSLYFPQSLD |  | FSQILPMKRE |  | SCDAEEQSGG |
| QYELFAVIAH |  | VGMADSGHYC |  | VYIRNAVDGK |  | WFCFNDSNIC |  | LVSWEDIQCT |
| YGNPNYHWQE |  | TAYLLVYMKM |  | EC         |  |            |  |            |

A: Аланін

C: Цистеїн

D: Аспарагінова кислота

E: Глутамінова кислота

F: Фенілаланін

G: Гліцин

H: Гістидин

I: Ізолейцин

K: Лізин

L: Лейцин

M: Метіонін

N: Аспарагін

P: Пролін

Q: Глутамін

R: Аргінін

S: Серин

T: Треонін

V: Валін

W: Триптофан

Кодований геном білок за функціями належить до гідролаз, протеаз, тіолових протеаз. 
Задіяний у такому біологічному процесі, як убіквітинування білків. 
Локалізований у цитоплазмі, ядрі.